# Wireless Ridge
Wireless Ridge är en ås på Östra Falkland inom den brittiska ögruppen Falklandsöarna i södra Atlanten, belägen cirka 6 km väster om huvudorten Stanley. Den når 68 meter över havet.
Namnet Wireless Ridge ("Trådlösa åsen") härstammar från en radiostation som uppfördes här av det brittiska amiralitetet år 1915 för att hålla kontakt med enheter ur Royal Navy, som opererade på södra halvklotet under första världskriget . En smalspårig järnväg anlades från Stanley för byggandet av stationen och för bränsleförsörjning till de generatorer som drev anläggningen.
Berget är känt för Slaget vid Wireless Ridge, som utkämpades den 13 och 14 juli 1982.   Efter slaget kapitulerade de argentinska styrkorna och Falklandskriget avslutades.